# オニク
オニク（御肉、学名：Boschniakia rossica）は、ハマウツボ科オニク属の一回結実性の多年草。葉緑素を欠いた完全な寄生植物。高山植物。別名、キムラタケ。

## 特徴
地中にある根茎は太く硬い塊状になり、多数の細かなしわがあり、1-数個の茎を伸ばす。寄主の根を包む。茎は直立して高さ15-30cmになり、多肉質の円柱形で径1.5-2cm、葉が退化した鱗片葉が密につき、暗紫色になる。鱗片葉は長さ7-10mm、狭三角形で厚く、先は鈍くとがり黄色になる。
花期は7-8月。茎の上部に穂状花序をつくり、多数の花が密につき、三角形の苞の腋ごとに1個ずつつく。萼は杯状につき、縁は波状に不ぞろいに5裂する。花冠は濃紫色、筒部がつぼ状にふくらんだ唇形で、上唇は細長く先は浅く2裂し、下唇は上唇より短く先は3裂する。苞や花冠裂片の縁に微毛が生える。雄蕊は4個あり、2個ずつ長さが異なり、花冠の外に突き出る。葯は2室に分かれ、縦に裂ける。雌蕊は1個あり、花柱は細長く、花冠の外に突き出て、先は浅く2裂する。子房は卵形で、1室に4個の胎座がある。果実は卵形の蒴果となり、微小で多数の種子があり、やや球形で網目紋をもつ。染色体数は未算定。

## 分布と生育環境
日本では、南千島、北海道、本州の中部地方以北に分布し、高山帯から亜高山帯のミヤマハンノキ Alnus alnobetula subsp. maximowiczii の根に寄生する。毎年同じ場所に出現するとは限らない。
世界では、東アジア東北部、北アメリカ北西部に分布する。

## 名前の由来
和名オニクは、「御肉」の意で、中国で強壮剤とされている、ハマウツボ科ホンオニク属のホンオニク（中国名：肉蓯蓉（にくじゅうよう）、学名：Cistanche deserticola Ma (1960)）に誤って当てられて、珍重されたことによる説や、中国の肉蓯蓉を尊重して「御肉（おんにく）」と呼び、本種についてもオニクとなった説が紹介されている。別名のキムラタケは、「黄紫茸」「金精茸」と書いて「きむらたけ」と読み、強壮剤として利用されたことによる。また、「をかさ蕈」「おかさたけ」ともいう。
属名 Boschniakia は、ロシアの植物学者、アレクサンドル・カルロヴィチ・ボシュニャク への献名。種小名（種形容語）rossica は、「ロシアの」の意味、タイプ標本はシベリア産のもの。

## 種の保全状況評価
国（環境省）のレッドデータブック、レッドリストでの選定はない。都道府県のレッドデータ、レッドリストの選定状況は次の通り。北海道-準絶滅危惧(Nt)、福島県-絶滅危惧II類(VU）、栃木県-準絶滅危惧（Cランク）、群馬県-絶滅危惧IA類(CR)、新潟県-絶滅危惧II類(VU)、富山県-情報不足、石川県-絶滅危惧II類(VU)、山梨県-絶滅危惧IA類(CR)、長野県-準絶滅危惧(NT)、岐阜県-絶滅危惧I類。

## 利用
全草を水洗いし、乾燥させたものを中国産の肉蓯蓉の代用（和肉蓯蓉とも）として、強壮薬、強精薬として利用する。木曽御岳や富士山などで採集されたという。マタタビと同様にネコが好む。
有効成分として、地上部にはボシュニアキンやボシュニアラクトンなどのモノテルペン化合物、フェニルプロパノイド配糖体が含有し、地中の根茎には、マンニトール、アルカロイドが含有する。

## ギャラリー

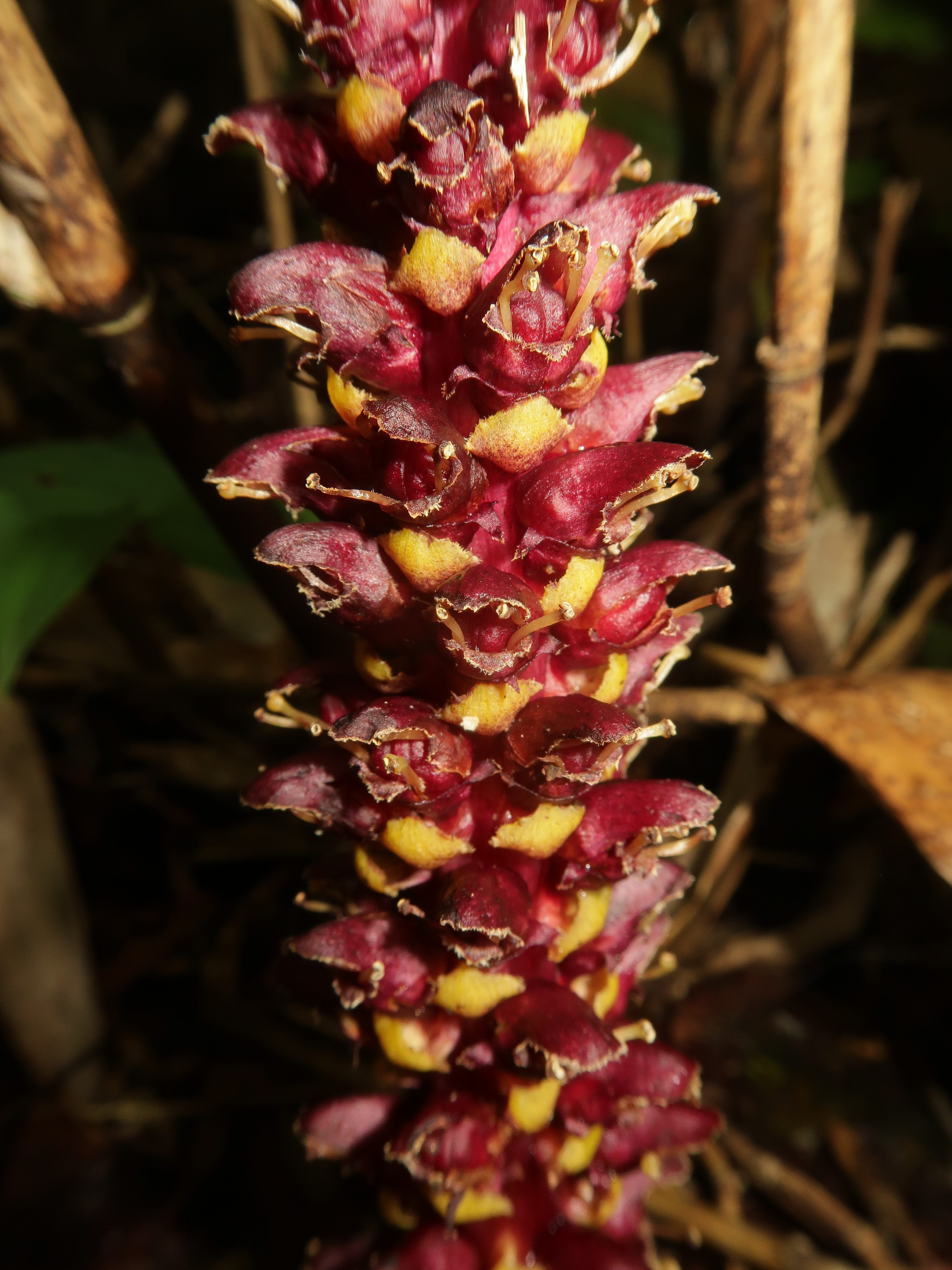
茎の上部に穂状花序をつくり、多数の花が密につき、三角形の苞の腋ごとに1個ずつつく。
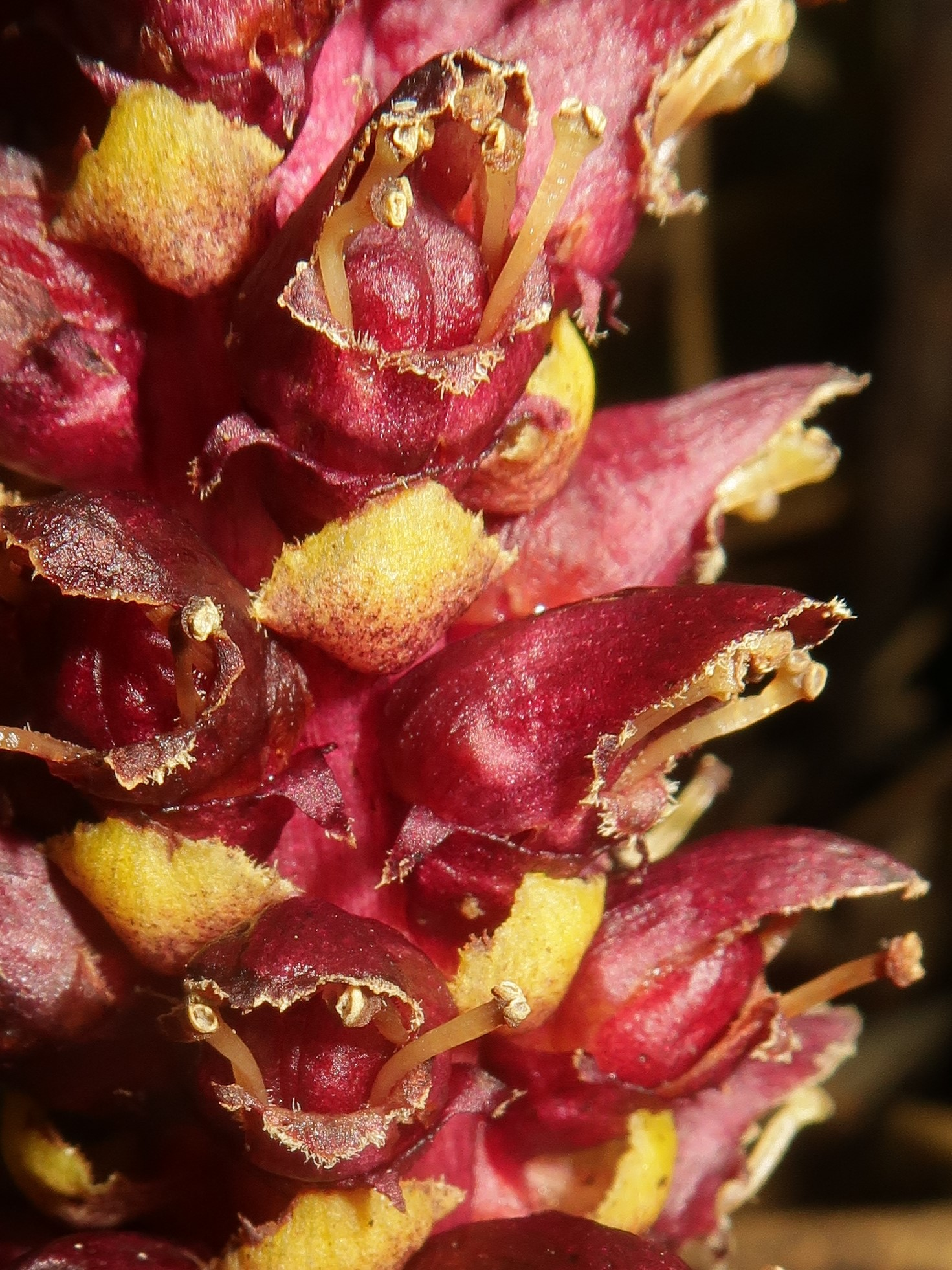
左の部分拡大。花冠は濃紫色、筒部がつぼ状にふくらんだ唇形で、上唇は浅く2裂し、下唇は短く先は3裂する。苞や花冠裂片の縁に微毛が生える。
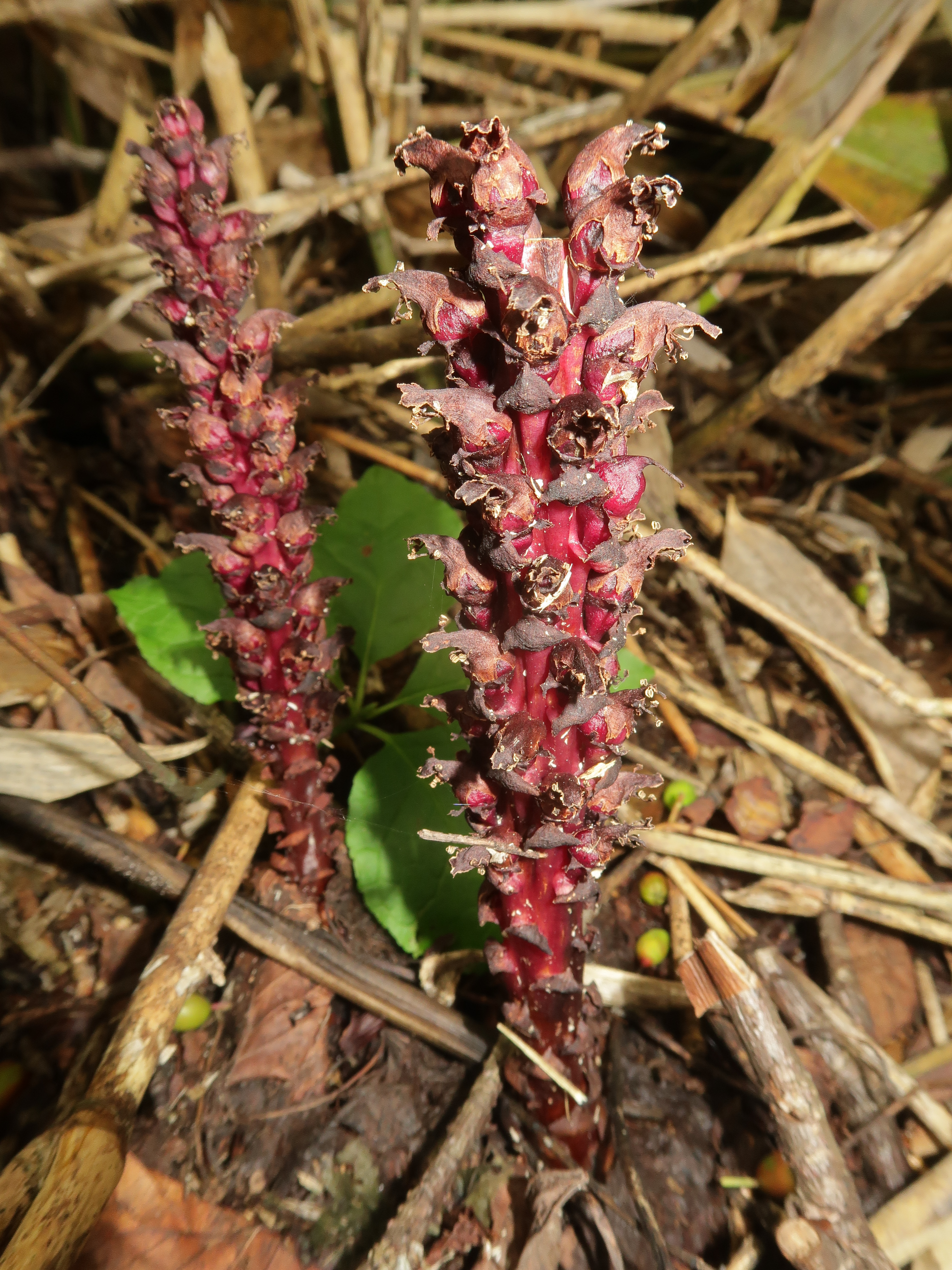
花期が終わった個体。
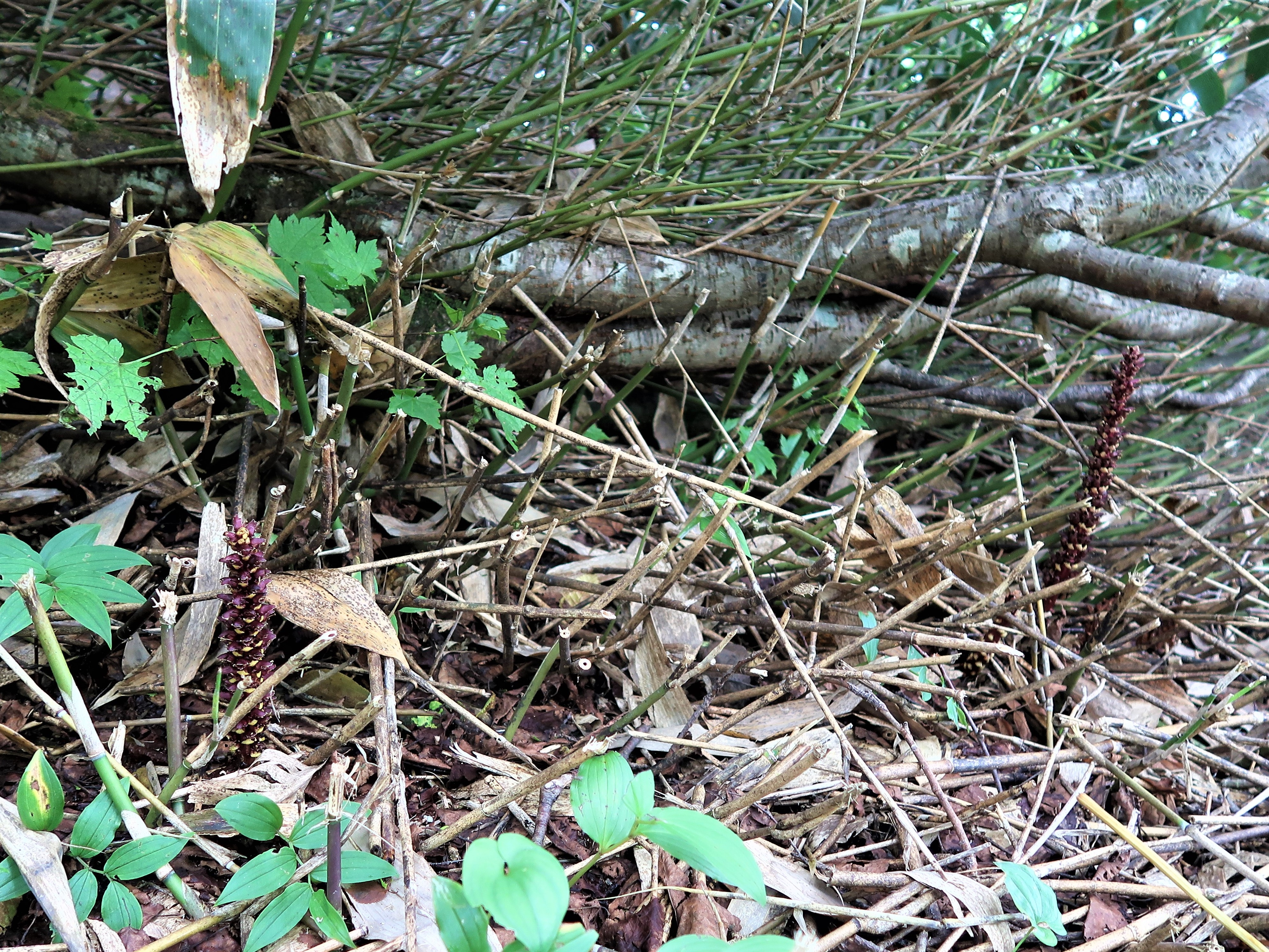
生育環境。ミヤマハンノキの根に寄生し、刈り払われたチシマザサの間から出ていた。

## 下位分類
キバナオニク（学名：Boschniakia rossica (Cham. et Schltdl.) B.Fedtsch. f. flavocorollata T.Sugaw. (2020)）- 花全体が黄色のオニク。2018年に赤石山脈の鋸岳で見い出された。2020年に植物学者の菅原敬らによって新品種として記載発表された。